# Västervik (Vaasa)
Västervik est un quartier du district de Gerby à Vaasa en Finlande.

## Présentation
Västervik abrite un port de plaisance, la Villa Strömsö, et le musée Hannan tupa.